# Kurt Frost
Ernst August Karl Kurt Frost (* 2. März 1910 in Hannover; † nach 1969) war ein deutscher Schauspieler und Bühnenschriftsteller. 

## Schauspieler
1952 wurde Frost Spielleiter in Hannover. Nach seinem Umzug nach Detmold 1961 wirkte er als Schauspieler im Landestheater Detmold, wo er ab 1967 ebenfalls die Spielleitung übernahm. 1969 kehrte Frost in seine Geburtsstadt Hannover zurück.

## Werk

### Dramatiker
Als Schriftsteller ist der Theaterschauspieler mit Bühnenwerken hervorgetreten. Dabei stand er häufig dem Volksstück nahe und bediente sich neben dem Standarddeutschen auch der niederdeutschen Sprache. Auch bearbeitete er Märchen für das Theater.
Nach dem Ende des Zweiten Weltkrieges begann Frost seine bühnenschriftstellerische Tätigkeit mit vier Veröffentlichungen im Jahr 1946, dem Volksstück Antje setzt sich durch, der niederdeutschen Komödie Verdreihte Deerns, dem Lustspiel Dornröschen, sowie Peter im Zauberreich, einem Märchenspiel. 
Es folgten weitere Märchenbearbeitungen für ein vorwiegend jugendliches Theaterpublikum wie Der Schweinehirt (1948) und Rapunzel (1950), aber auch das eigenständige Märchenspiel Das verlorene Osterei (1952). 
Auch Frosts Jugendbuch Mit Pitt auf der Pirateninsel (1952) war "Ein Stück für Kinder und Jugendliche in vier Bildern", wie der Untertitel einer Neuauflage beschreibt. 
Unsterblicher Münchhausen dramatisierte 1957 das Leben des Lügenbarons, mit Die heilige Brücke (1959) entstand eine weitere Komödie. 
Während Frosts Tätigkeit am Landestheater Detmold entstand das Schauspiel Caminata (1964) und Männlein ohne Namen (1965).

### Rezitator
Am 14. November 1968 nahm Frost eine Schallplatte innerhalb der Reihe Niederdeutsche Stimmen auf. Er sprach barocke Predigten seines Landsmannes Jacobus Sackman, zu denen er ein besonderes Verhältnis hatte, da er sie bereits als Schüler rezitierte.